# Министерство по делам Великой Восточной Азии
Министерство по делам Великой Восточной Азии (яп. 大東亞省 Дайто:а-сё:) — министерство, существовавшее в Японской империи в 1942—1945 годах.

## История министерства
Министерство по делам Великой Восточной Азии было образовано в ноябре 1942 года правительством Тодзё путём слияния министерства колоний, департаментов по делам Восточной Азии и по делам Южно-тихоокеанских подмандатных территорий, а также Ведомства по развитию Восточной Азии. Министерству подчинялись все губернаторы японских колонией, кроме того, оно отвечало за политику в отношении Маньчжоу-го и других марионеточных государств Японии, а также за администрацию территорий, оккупированных Японской империей в ходе Второй японо-китайской и Второй мировой войны. Все министры по делам Великой Восточной Азии, за исключением Аоки Кадзуо, совмещали этот пост с постом министра иностранных дел.

## Список министров
| № | Имя             | Портрет | В должности                       |
| - | --------------- | ------- | --------------------------------- |
| 1 | Кадзуо Аоки     |         | 1 ноября 1942 — 22 июля 1944      |
| 2 | Мамору Сигэмицу |         | 22 июля 1944 — 7 апреля 1945      |
| 3 | Кантаро Судзуки |         | 7 апреля 1945 — 9 апреля 1945     |
| 4 | Сигэнори Того   |         | 9 апреля 1945 — 17 августа 1945   |
| 5 | Мамору Сигэмицу |         | 17 августа 1945 — 25 августа 1945 |